# 杉浦志保
杉浦 志保（すぎうら しほ、1月21日 - ）は日本の漫画家。みずがめ座のAB型。
マッグガーデン、『月刊コミックアヴァルス』にて執筆中。自身の自画像にはパンダ姿を描く。
代表作に、『氷の魔物の物語』、『SILVER DIAMOND』などがある。

## 作品リスト
- ISAGI-KOJIMA（イザキ-コジマ）全1巻（1999年3月24日発行、ラキッシュ）
- 氷の魔物の物語 全24巻
  - 氷の魔物の物語外伝 全1巻
- シンデレラ(BOY)確率論 全1巻
- SILVER DIAMOND 全27巻
  - SILVER DIAMOND外伝 全1巻
- 終点unknown 全5巻
  - 終点unknown 外伝 全1巻

## その他
- 複製原画集 
  - 杉浦志保
  - 杉浦志保2 ～氷の魔物の物語セレクション～
- もっと！！氷の魔物の物語～イラスト＆データ攻略ファイル～

## CDドラマ
- 氷の魔物の物語